# Laval-en-Laonnois
Laval-en-Laonnois é uma comuna francesa na região administrativa de Altos da França, no departamento de Aisne. Estende-se por uma área de 4,51 km². Em 2010 a comuna tinha 250 habitantes (densidade: 55,4 hab./km²).